# Le Pauvre Amour
Pour plus de détails, voir Fiche technique et Distribution.
Le Pauvre Amour (titre original : True Heart Susie) est un film américain réalisé par D. W. Griffith, sorti en 1919.

## Synopsis
Dans l'Amérique profonde, deux jeunes voisins sont amoureux. Le jeune homme aimerait pouvoir aller étudier.

## Fiche technique
- Titre : Le Pauvre Amour
- Titre original : True Heart Susie
- Réalisation : D. W. Griffith
- Scénario : Marian Fremont
- Photographie : G. W. Bitzer
- Cadreur : Karl Brown
- Montage : James Smith
- Producteur : D. W. Griffith
- Société de production : D.W. Griffith Productions
- Société de distribution : Artcraft Pictures Corporation
- Pays de production :  États-Unis
- Langue : film muet avec les intertitres en français
- Format : Noir et blanc — 35 mm — 1,33:1 — Muet
- Genre : Comédie dramatique
- Durée : 87 minutes
- Date de sortie : 
  - États-Unis : 1er juin 1919

## Distribution
- Lillian Gish : Susie
- Robert Harron : William Jenkins
- Clarine Seymour : Bettina Hopkins
- Kate Bruce : La tante de Bettina
- Raymond Cannon : Sporty Malone
- Carol Dempster : L'amie de Bettina
- George Fawcett : L'étranger
- Wilbur Higby : Le père de William
- Loyola O'Connor : La tante de Susie